# Hans Schmidt-Kestner
Hans Schmidt-Kestner (* 24. Oktober 1882 in Berlin; † 5. Februar 1915 am Flugplatz Döberitz bei Berlin) war ein deutscher Dichter und Schriftsteller.

## Familie
Hans Schmidt-Kestner war der jüngste Sohn des Berliner Gymnasialprofessors Johannes E. S. Schmidt, ein Bruder des Bildhauers Erich Schmidt-Kestner, ein Enkel des Pädagogen und Leiters der Französischen Domschule am Gendarmenmarkt in Berlin Eusebius Schmidt und in der vierten Generation ein Nachfahre der Charlotte Buff, verehelichte Kestner, der Johann Wolfgang von Goethe in Die Leiden des jungen Werthers ein Denkmal gesetzt hat. Hans Schmidt-Kestner heiratete 1914 in Hannover Liesa Haack.

## Leben
Hans Schmidt-Kestner war als Schriftleiter beim Hannoverschen Anzeiger sowie als freischaffender Schriftsteller und Dichter tätig. Eine herzliche Freundschaft verband ihn und seine Frau mit dem Komponisten Max Reger, der  das Ehepaar in ihrer Wohnung in Hannover bei jeder Gelegenheit besuchte und später eines seiner letzten Konzerte dem verstorbenen Freunde widmete, und mit dem Germanisten und Literaturhistoriker Wolfgang Stammler, der auch das Geleitwort zu seinem postum erschienenen Gedichtband schrieb.
Als Reserveoffizier meldete sich Schmidt-Kestner zu Beginn des Ersten Weltkriegs als Freiwilliger bei seinem alten Regiment und erhielt das Kommando als Beobachtungsoffizier der Fliegertruppe. Doch sein erster, vom Flugplatz Döberitz ausgehender Flug war sogleich sein letzter; sein Flugzeug stürzte in der Nähe von Potsdam ab.

## Werke
- Die gelbe Gefahr: Der fliegende Tod [der Japaner]. Westdt. Verlagsges., Wiesbaden 1912
- Lutz Löwenhaupt: Schauspiel in vier Aufzügen.  Theaterverlag E. Bloch, Berlin 1912
- Um Sonnenland: Drama in drei Aufzügen. Oesterheld & Co., Berlin 1915
- Gedichte. L. Ey, Hannover 1915
- Zs. mit Wilhelm Jacoby: Budenzauber. Lustspiel in vier Akten. Bloch Verlag, Berlin 1912
- Gebet des deutschen Wehrmanns